# Polyprion
Polyprion is een geslacht van straalvinnige vissen uit de familie van wrakvissen (Polyprionidae). Het geslacht is voor het eerst wetenschappelijk beschreven in 1817 door Oken (ex Cuvier).

## Soorten
- Polyprion americanus (Bloch & Schneider, 1801) – Wrakbaars
- Polyprion oxygeneios (Schneider & Forster, 1801) – Hapuku-wrakbaars